# Льняная (река)
Льняная — река в Окуловском районе Новгородской области. Длина — 50 км, площадь бассейна — 322 км².
Берёт начало в озере Островенское. В 1 км западнее деревни Малиновец впадает слева во Мсту (бассейн Балтийского моря). Протекает по территории Валдайской возвышенности.
В 15 км от устья слева в Льняную впадает Мшанка.
На берегу Льняной находятся деревни Мельница, Горка, Вашугово, Большие Концы, Коржава Дерняковская, Каптерево, Дерняки, Теребляны Первые, Теребляны Вторые, Великуша.
На участке между деревнями Мельницы и Большие Концы река образует узкое вытянутое озеро (Льняное) длиной около 8 и шириной до 1 км. Русло каменистое, извилистое.